# Сан Николино (Асколи Пичено)
Сан Николино (итал. San Nicolino) насеље је у Италији у округу Асколи Пичено, региону Марке.
Према процени из 2011. у насељу је живело 39 становника. Насеље се налази на надморској висини од 220 м.